# Was eine Frau im Frühling träumt (film 1959)
Was eine Frau im Frühling träumt è un film del 1959 diretto da Erik Ode.

## Trama
Moglie trascurata dal marito, troppo impegnato nel suo lavoro, Elisabeth Brandt incontra durante un viaggio un vecchio amico d'infanzia sull'isola di Mainau. Rinasce tra i due un romantico sentimento che, però, non mette in pericolo la fedeltà coniugale di Elisabeth.

## Produzione
Il film, girato in Eastmancolor nei CCC-Studios di Berlino-Spandau e, in esterni, sull'isola di Mainau, a Costanza e sul Lago di Costanza, fu prodotto dalla Central Cinema Company Film (CCC). Le riprese del film durarono dal 2 maggio al giugno 1958.

## Distribuzione
Distribuito dalla Prisma, uscì nelle sale cinematografiche della Germania Occidentale presentato all'Ufa-Palast di Kassel il 19 febbraio 1959. Nello stesso anno, il film fu distribuito negli Stati Uniti dalla Casino Film Exchange in versione originale senza sottotitoli.
In Francia, il film fu distribuito il 27 gennaio 1961.